# Гілфорд (Нью-Йорк)
Гілфорд (англ. Guilford) — місто (англ. town) в США, в окрузі Ченанго штату Нью-Йорк. Населення — 2741 особа (2020).

## Демографія
Згідно з переписом 2010 року, у місті мешкали 2922 особи в 1205 домогосподарствах у складі 823 родин. Було 1504 помешкання
Расовий склад населення:
| - 97,5 % — білих - 0,3 % — чорних або афроамериканців - 0,2 % — корінних американців - 0,2 % — азіатів |

До двох чи більше рас належало 1,0 %. Частка іспаномовних становила 2,3 % від усіх жителів.
За віковим діапазоном населення розподілялося таким чином: 21,0 % — особи молодші 18 років, 63,2 % — особи у віці 18—64 років, 15,8 % — особи у віці 65 років та старші. Медіана віку мешканця становила 44,8 року. На 100 осіб жіночої статі у місті припадало 101,5 чоловіків;  на 100 жінок у віці від 18 років та старших — 102,8 чоловіків також старших 18 років.
Середній дохід на одне домашнє господарство  становив 60 529 доларів США (медіана — 50 736), а середній дохід на одну сім'ю — 75 303 долари (медіана — 63 533). Медіана доходів становила 50 181 долар для чоловіків та 38 853 долари для жінок. За межею бідності перебувало 13,9 % осіб, у тому числі 5,5 % дітей у віці до 18 років та 10,7 % осіб у віці 65 років та старших.
Цивільне працевлаштоване населення становило 1381 особа. Основні галузі зайнятості: освіта, охорона здоров'я та соціальна допомога — 25,0 %, виробництво — 23,0 %, сільське господарство, лісництво, риболовля — 9,7 %, роздрібна торгівля — 6,9 %.